# Джонсон, Томас Кросли
Томас Кросли Джонсон (англ. Thomas Crossley Johnson; 12 мая 1862— 4 июня 1934, Нью-Хейвен, Коннектикут) — американский оружейный конструктор, наиболее известный своей работой в компании Winchester, где он разработал несколько знаковых моделей огнестрельного оружия в начале XX века.

## Биография

### Ранние годы
Томас Кросли Джонсон родился в 1862 году в Нью-Хейвене, штат Коннектикут. С юных лет проявлял интерес к механике и оружейному делу.

### Карьера в Winchester
В 1885 году Джонсон начал работать в Winchester Repeating Arms Company, где быстро проявил себя как талантливый инженер. Среди его основных разработок:
- Winchester Model 1903 - первая самозарядная винтовка Winchester под .22 калибр
- Серия самозарядных винтовок центрального боя:
- Winchester Model 1905 (.32 SL/.35 SL)
- Winchester Model 1907 (.351 SL)
- Winchester Model 1910 (.401 SL)

### Инженерные решения
- Применил схему со свободным затвором для мощных патронов
- Разработал модульную конструкцию под разные калибры
- Получил несколько патентов на механизмы перезарядки

## Влияние на развитие оружия
Томас Кросли Джонсон ушел из Winchester в 1920-х годах. Результаты его работы:
- Он разработал внутренний и внешний дизайн большей части линейки самозарядного оружия Winchester
- Правоохранительные органы и военные пользовались оружием Джонсона
- Его разработки оказали влияние на послевоенные конструкции, включая M1 Carbine

## Связанные статьи
- История Winchester
- Развитие самозарядных винтовок
- Оружейный патрон
- Winchester Model 1907